# Nova TV (Srbija)
Nova je srpska komercijalna televizijska postaja koja se emitira od 25. ožujka 2019. godine kao član United Groupa, trenutno vodeće medijske platforme u jugoistočnoj Europi.

## Povijest

### 2017. − 2019: Početak emitiranja
Televizija Nova S na samom početku zvala je imenom TOP, a osnovana je od 29. studenog 2017. godine. Ideja za televizijom nastala je još u studenom 2016., ali je bilo potrebno godinu dana do realizacije. United grupa uspjela je u konačnici i kreirati TV kanal koji svoje emitiranje započeo svojim kablovskim i digitalnim platformama.

### 2019. − danas: Promjena naziva
Od 25. ožujka 2019. dolazi do novog imena i vizualnog identiteta kanala. Kanal TOP mijenja naziv u Nova S prema vodećem medijom kanalu u regiji Nova TV iz Hrvatske.
Najveće novine u programu su povratak popularnog srpskog talk showa Veče sa Ivanom Ivanovićem koju vodi Ivan Ivanović, a prikazuje se svakog petka od 22 sata. Od travnja 2019. godine jutarnji program će činiti Mentalno razgibavanje od 6.30 do 8.30 sati koji će voditi Darko Mitrović i Veljko Pajović, a nedjeljom će se emitovati Utisak nedelje s Oljom Bećković u terminu od 21 sat i novi serijal Male velike priče koju priprema produkcija Brankice Stanković Insajder. 
Nova S također emitira i sportski program: kvalifikacije i glavno natjecanje za Europsko prvenstvo u nogometu 2020. godine te natjecanje Liga nacija.
Glavna informativna emisija zove se Dnevnik koji se emitira svaki dan uživo od 19:30.

## Dostupnost kanala
Program Nova S moguće je pratiti putem različitih kabelskih operatera.
- Srbija: SBB, TotalTV, D3I, Beogrid, EON
- Bosna i Hercegovina: Telemach, TotalTV, EON
- Crna Gora: Telemach, TotalTV, EON
- Makedonija: TotalTV
- svijet: NetTV Plus, Total TV[3]

## Vanjske poveznice
- Službena stranica
- Nova S  Arhivirana inačica izvorne stranice od 30. studenoga 2019. (Wayback Machine) na United Media
- Nova S na Facebooku
- Nova S na Twitteru
- Nova S na Instagramu
- Nova S na YouTubeu